# Wiktor Jerońko
Wiktor Iwanowicz Jerońko, Wiktar Iwanawicz Jarońka (ros. Виктор Иванович Еронько, biał. Віктар Іванавіч Яронька, ur. 10 maja 1920 w Połocku, zm. 15 września 1991 tamże) – radziecki wojskowy, sierżant, Bohater Związku Radzieckiego (1944).

## Życiorys
Urodził się w białoruskiej rodzinie robotniczej. Skończył niepełną szkołę średnią i szkołę fabryczno-zawodową, pracował jako ślusarz, w wieku 18 lat został skazany przez „trójkę” NKWD obwodu moskiewskiego na cztery lata łagru za kradzież. Karę odbywał w łagrach w kopalniach złota na Kołymie w obwodzie magadańskim, w czerwcu 1942 został wypuszczony. Od sierpnia 1942 służył w Armii Czerwonej, uczestniczył w wojnie z Niemcami, był m.in. celowniczym działa w 922 pułku piechoty 250 Dywizji Piechoty 3 Armii 2 Frontu Białoruskiego w stopniu sierżanta, wyróżnił się w walkach o Białoruś. 23 czerwca 1944 przy przełamywaniu obrony przeciwnika zniszczył ogniem z działa siedem stanowisk ogniowych wroga i sforsował rzekę Druć, 25 czerwca wziął udział w walkach o Bobrujsk, niszcząc 6 samochodów wroga wraz z załogami, 12 lipca podczas walk k. wsi Pieski w rejonie mostowskim w obwodzie grodzieńskim ogniem z działa zadał wrogowi duże straty w ludziach i sprzęcie. Później brał udział w walkach na terytorium Polski i Prus Wschodnich oraz w operacji berlińskiej. Po wojnie wrócił do Połocka, pracował jako ślusarz, uczestniczył też w budowie nowego miasta - Nowopołocka. Miał honorowe obywatelstwo Połocka i Nowopołocka.

## Odznaczenia
- Złota Gwiazda Bohatera Związku Radzieckiego (26 października 1944)
- Order Lenina
- Order Rewolucji Październikowej
- Order Czerwonego Sztandaru
- Order Wojny Ojczyźnianej I klasy
- Order Sławy II klasy
- Order Sławy III klasy
- Medal „Za wyzwolenie Warszawy”
- Medal „Za zdobycie Królewca”
- Medal „Za zdobycie Berlina”